# Vailate
Vailate (Aliàt in dialetto cremasco) è un comune italiano di 4 677 abitanti della provincia di Cremona, in Lombardia. Fa parte del territorio della Gera d'Adda ed è situato al confine con la provincia di Bergamo.
Principali attività economiche: allevamento di bovini, in particolare per produzione di prodotti caseari, aziende metalmeccaniche e aziende del mobile.
Nel territorio di Vailate si trovava la sede dell'emittente televisiva TRS TV, ormai chiusa.

## Geografia fisica

### Territorio
Il territorio comunale è pianeggiante e uniforme. Il piano alluvionale su cui sorge va da 95 a 108 m s.l.m. Il reticolo idrico è composto da rogge di origine risorgiva. È situato a 58 km a nord-ovest del capoluogo provinciale Cremona, a 28 km a sud di Bergamo e 30 km ad est di Milano.

### Clima
La temperatura media di:
- gennaio è di 1 °C,
- luglio è di 24,5 °C.

Il clima è di tipo temperato continentale con precipitazioni più frequenti in autunno e primavera e con l'inverno più siccitoso dell'estate.
L'accensione dei riscaldamenti è per max 14 ore/die, dal 15 ottobre al 15 aprile.

## Storia

### Simboli
Lo stemma è stato riconosciuto con DCG del 17 febbraio 1942. Lo stemma raffigura, in campo d'argento, un castello di rosso, fondato sulla campagna di verde, aperto del campo, attraversante su un albero fogliato di verde, col fusto visibile dall'apertura; con il capo d'oro, carico dell'aquila di nero. Il gonfalone è un drappo interzato in palo di verde, di bianco e di rosso.

## Monumenti e luoghi d'interesse

### Architetture religiose

#### Chiesa Arcipretale dei Santi Pietro e Paolo
Sorge nella parte meridionale del borgo antico e venne ricostruita in forme neoclassiche tra il 1842 e il 1849 dall'architetto Giacomo Moraglia. La facciata si caratterizza per l'imponente pronao con quattro colonne che sorreggono il timpano.
L'interno contiene: tele del pittore e patriota vailatese Attilio Assandri, un dipinto del XVII secolo di autore ignoto con i santi Sebastiano, Giovanni Battista, Antonio abate e Maria Maddalena, un gruppo ligneo secentesco raffigurante la Pietà di Giuseppe Antignati e l'organo Serassi del 1849.

#### Ex convento delle Servite
Fondato nel 1511, soppresso nel 1787; conserva un chiostro con un classico porticato, anche a due loggiati. Pochi resti rimangono della chiesa di Santa Maria delle Grazie, costruita nel 1580.

#### Oratorio delle Sante Maria e Marta
Sorge al limite della scomparsa porta settentrionale, con semplice facciata e portale in cotto. All'interno il soffitto è in legno a cassettoni; una cornice dorata in stile barocco circonda l'altare e la pala che raffigura le sante Maria di Betania e Marta con la Vergine.

#### Oratorio di San Giuseppe
Risale al XV secolo ed ha tre navate individuate da pilastrini in cotto a vista.

### Architetture civili

#### Centro storico
Il centro storico di Vailate presenta un impianto urbanistico che ricalca un borgo fortificato, dalla forma vagamente circolare; le mura, che contavano otto torrioni, furono demolite nel 1834: ne sono rimasti alcuni brani.

### Aree naturali

#### Fontanili
Vailate si trova nella fascia delle risorgive, quindi sono numerosi i fontanili. Per essi è auspicabile una tutela con l'entrata del comune nel Parco dei Fontanili.
- Fontana Bianca
- Fontana Betta
- Fontana Bugì
- Fontana Burlengo
- Fontana Carrere
- Fontana dei Buchi
- Fontana dei Grassi
- Fontana delle Guardie
- Fontana Fontanelle
- Fontana Monighèt
- Fontana Vallette
- Fontanile della Cà
- Fontanone dei Dossi

## Società

### Evoluzione demografica
- 980 nel 1751
- 1603 nel 1805 con Cassine de'Grassi
- 2617 nel 1809 dopo annessione di Arzago e Misano
- 2408 nel 1853
- 2445 nel 1859

Abitanti censiti

### Etnie e minoranze straniere
Al 31 dicembre 2020 i cittadini stranieri sono 479. Le comunità nazionali numericamente significative sono:
1. Romania, 98
2. Marocco, 86
3. Albania, 59
4. Egitto, 42
5. India, 29
6. Senegal, 25

## Infrastrutture e trasporti

### Strade
Il territorio comunale è attraversato da due strade provinciali:
- la CRSP 2 Crema-Vailate, principale via di collegamento tra Crema e Treviglio,
- la CRSP 34 Agnadello-Vailate.

Le ex Strade Provinciali CRSP 71 Scannabue-Vailate, nel tratto tra Torlino Vimercati e Vailate, CRSP 74 Vailate-Arzago d'Adda e CRSP 95 Vailate-Misano di Gera d'Adda sono declassate a "strade comunali".

### Mobilità urbana
Vailate è collegato tramite autobus di linea alle città di Treviglio, Crema e Milano. La stazione ferroviaria di riferimento è Treviglio FS da cui si può raggiungere Milano, Bergamo, Brescia, Verona, Venezia, Cremona, Novara e Varese.

### Scuole
A Vailate sono presenti la scuola materna, la scuola elementari, e la scuola media "Michelangelo Buonarroti".

## Amministrazione
Elenco dei sindaci dal 1985 ad oggi.
| Periodo | Periodo   | Primo cittadino              | Partito                           | Carica  | Note                 |
| ------- | --------- | ---------------------------- | --------------------------------- | ------- | -------------------- |
| 1985    | 1990      | Roberto Grassi               | indipendente                      | sindaco | [ 10 ]               |
| 1990    | 1995      | Roberto Grassi               | Partito Socialista Italiano       | sindaco | [ 10 ]               |
| 1995    | 1999      | Cinzia Maria Fontana         | sinistra                          | sindaco | [ 10 ]               |
| 1999    | 2004      | Pier Mauro Stombelli         | sinistra                          | sindaco | [ 10 ]               |
| 2004    | 2009      | Massimo Vailati              | lista civica                      | sindaco | [ 10 ]               |
| 2009    | 2014      | Pierangelo Giacomo Cofferati | Il Popolo della Libertà-Lega Nord | sindaco | [ 10 ]               |
| 2014    | 2019      | Paolo Palladini              | Lega Nord                         | sindaco | [ 10 ]               |
| 2019    | 2023      | Paolo Palladini              | Lega Salvini                      | sindaco | [ 10 ] [ 11 ] [ 12 ] |
| 2023    | 2023      | Maria Rosaria D’Acunzo       | Commissario prefettizio           | sindaco | [ 13 ] [ 14 ]        |
| 2023    | in carica | Andrea Guglielmo Trevisan    | lista civica                      | sindaco | [ 1 ]                |

## Sport
Lo sport vailatese si distingue nel calcio e nella pallavolo. La prima squadra di calcio, l'A.C. Vailate, nonostante una temporanea assenza dai campionati provinciali negli scorsi anni, milita in Seconda Categoria.
Per quanto riguarda la pallavolo, la squadra femminile locale partecipa al campionato di Prima Divisione, dopo una permanenza decennale nei campionati di regionali di serie C e D, e ai campionati di livello giovanile.